# نظام‌الملک ناصرالدین محمد بن صالح
نظام‌الملک ناصرالدین محمد بن صالح، وزیر سلطان محمد خوارزمشاه است، خوارزمشاه پس از عزل وزیر خود، نظام‌الملک محمد بن بهاءالدین مسعود هروی، او را که از غلام‌زادگان ترکان خاتون بود به اصرار ترکان خاتون به وزارت انتخاب کرد و چندی بعد به سال ۶۱۴ وی را به علت بی‌کفایتی عزل کرد.
ترکان خاتون در هنگام حمله مغول پس از گشوده شدن جرجانیه (گُرگانْج) به همراه وزیر خود، ناصرالدین نظام‌الملک، با همهٔ گنجینه‌ها و اموال گران‌بهای شاهی به دژی در لاریجان رفت و درآن‌جا پناهنده شد. ولی مغولان در سال ۶۱۷ هجری آن‌جا را نیز اشغال کردند، ترکان خاتون و وزیر وی و فرزندان خوارزمشاه را دستگیر کردند و پس از کشتن مردان، ترکان خاتون و زنان دیگر را به قره‌قروم فرستادند.